# حزيمة (الرقة)
حزيمة قرية سورية تتبع ناحية مركز الرقة في منطقة مركز الرقة تبعد مسافة 21 كم عن مدينه الرقة  تقع على الطريق الدولي بين مدينة الرقة وبوابة تل أبيض الحدودية مع تركيا. وتوسعت قرية حزيمة عمرانيا وسكانيا بعد أن أنشأت الحكومة مزرعة حزيمة في القسم الغربي منها للعمال والموظفين بعد أن تم استصلاح الأراضي الزراعية وإنشاء قنوات الري. بلغ عدد سكانها 11000 نسمة في عام 2020 حسب إحصاء المكتب المركزي للإحصاء يعمل أغلب سكانها بالزراعة وتربية الماشية وتجارة المحاصيل والمواد الزراعية. هاجر قسم كبير من أبناءها الشباب وخصيصا بعد الأحداث الأخيرة في سوريا إلى دول الخليج ولبنان ودول الاتحاد الاوروبي وتركيا.[بحاجة لمصدر]
تحوي 4 مدارس تعليم أساسي ومدرسة خامسة للتعليم الثانوي وكذلك على مديرية بلدية ومديريتين للبريد والكهرباء ومصرف زراعي ووحدة مياه ووحدة إرشادية ومركز صحي ومخفر وبعض الدوائر الحكومية الأخرى.[بحاجة لمصدر]